# D613 (Eure)
De D613 is een departementale weg in het Noord-Franse departement Eure. De weg loopt van Évreux via Thiberville naar de grens met Calvados. In Calvados loopt de weg als D613 verder naar Lisieux en Caen.

## Geschiedenis
Oorspronkelijk was de D613 onderdeel van de N13. In 2006 werd de weg overgedragen aan het departement Eure, omdat de weg geen belang meer had voor het doorgaande verkeer. De weg is toen omgenummerd tot D613.